# Wenn man eine Liebe hat...
Wenn man eine Liebe hat... (Untertitel laut Filmplakat: Entdeckungen an Maschinen und Menschen) ist ein DDR-Dokumentarfilm aus dem Jahr 1986.

## Inhalt
Der Film zeigt die Arbeitsabläufe im Werkzeugmaschinenkombinat Fritz Heckert in Karl-Marx-Stadt. Eine Jugendbrigade in der Endmontage und ihr Brigadeleiter Detlef Kalweit werden porträtiert, sowohl am Arbeitsplatz als auch zu Hause, während ein neues, computergesteuertes Fertigungssystem installiert wird. Der Film betont, dass durch solche Innovationen das „Weltniveau“ des DDR-Maschinenbaus gehalten werden soll.

## Produktion
Der Film wurde 1986 vom DEFA-Studio für Dokumentarfilme gedreht und hatte am 27. November 1987 Premiere. Zudem wurde er 1987 beim Dokumentarfilm-Festival in Leipzig und 1988 beim DOK.fest München gezeigt.

## Rezeption
Laut Heinz Klunker vom Deutschen Allgemeinen Sonntagsblatt gebe der Film „fernab sozialistischer Mythologisierungen, Einblicke in den Industriealltag, die das Schema sprengten und sich der Realität zumindest näherten“. Der Filmdienst sieht darin jedoch eine „euphemistische, schon während der Drehzeit anachronistische Reportage“.